# UNO (ゲーム)
UNO（ウノ）は、トランプゲームやクレイジーエイトを遊びやすく改良したカードゲーム。スペイン語またはイタリア語で数字の「1」を意味する「uno」が名前の由来である。アメリカンページワンにもよく似ている。
1971年にアメリカ合衆国オハイオ州で理髪店を営むマール・ロビンスにより考案され、1979年に広く発売されて人気となった。本ゲームは専用のカードを用い、配られた手札を早く0枚にした者が勝者となるゲームだが、対戦相手を妨害する役札が存在することと、残り手札が1枚となったときに「Uno」と宣言しなければならないことが特徴。世界80か国でこれまでに1億5000万個が販売されている。かつて日本でも1979年発売でトミー（現在のタカラトミー）からの販売であったが、現在はマテルが権利を保有しており、日本ではマテル・インターナショナルから発売されている。ほかにも、コンピュータソフト版や、専用カードの特徴を他のゲームと融合させたもの、オリジナルルールやオリジナルカードを採用したバリエーションも存在する。

## カード
ひとつのUNOセットには108 - 112枚のカードがある。長らく標準は108枚であったが、2016年のリニューアル版より4枚の新たなカードが追加され、標準は112枚となった。ただし後述の派生版にはこの4枚の新カードが含まれていない事が多い。

### カードの種類

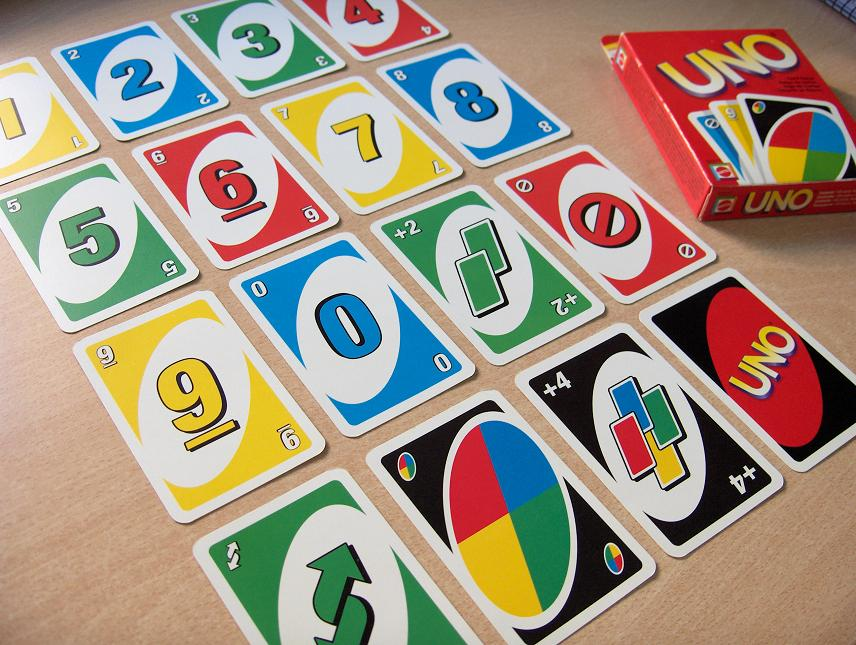
UNOのカード

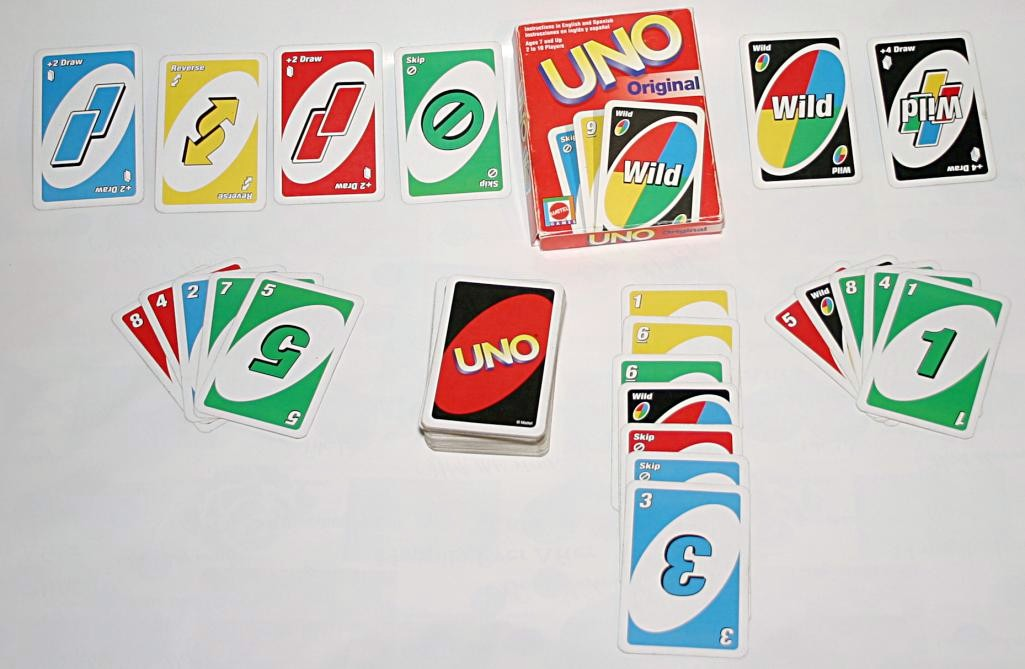
UNOのカード

UNOで使用されるカードには数字カードと記号カードがある。カードは一部を除いて青、赤、黄色、緑の四色で色分けされている。記号カードは1990年代までアルファベットで表示されていたが、後にピクトグラムに移行している。
- 数字カード - 全76枚
  - 0 - 9の数字が書かれている。0は各色一枚、1 - 9は各色二枚ずつある。

- Draw Two (ドロー2) カード - 全8枚
  - 特殊カードのひとつ。各色二枚ある。このカードを出した人の次の順番の人がカードを二枚引く。

- Reverse (リバース) カード - 全8枚
  - 特殊カードのひとつ。各色二枚ある。ゲームのプレイ順番を逆転させる。右回りで進行していれば左回りに、左回りで進行していれば右回りになる。

- Skip (スキップ) カード - 全8枚
  - 特殊カードのひとつ。各色二枚ある。このカードを出した人の次の順番の人はスキップ(順序が飛ばされる)され、さらに次の人へ順番が回る。

- Wild (ワイルド) カード - 4枚
  - 特殊カードのひとつで、場のカードが何であっても出すことができる。出した人が自由にカードの色を変えることができる。出した人はこれで終わり、次の人から変えた色を出す（青なら青、赤なら赤…）

- Wild Draw Four（ワイルド ドロー4）カード - 4枚
  - 特殊カードのひとつで、場のカードが何であっても出すことができる。出した人が自由にカードの色を変えられると同時に、次の人に山札からカードを4枚引かせることができる。引いたカードを捨てることはできない。引いた人の次の人に順番が移る。ただし、Wild Draw Four以外に出せるカード（場と同じ色や数字・記号カード、およびWildカード）が手持ちにある場合は使うことができないが、反則して騙すことができる（後述）[1]。

- Wild Swap Hands (とりかえっこワイルド)カード - 1枚 （2016年リニューアル版から追加）[2]
  - 特殊カードのひとつで、場のカードが何であっても出すことができる。出した人が好きな相手とカードをすべて交換できる。
  - 2017年リニューアル版で「シャッフルワイルド」に変わる形で廃止となった。

- Wild Shuffle Hands (シャッフルワイルド)カード - 1枚 （2017年リニューアル版から追加）[3]
  - 特殊カードのひとつで、場のカードが何であっても出すことができる。全員のカードを集めてシャッフルすることができるカード。シャッフルしたカードからまた新たに1枚ずつを全員に配って再開となる。

- Wild Customizable (白いワイルド)カード - 3枚 （2016年リニューアル版から追加）[2]
  - 特殊カードのひとつで、場のカードが何であっても出すことができる。出した人が好きなルールを書き込むことができるカード。ルールは何度も書き込める。

## ルール
以下は取扱説明書を参考として記述している。
1. プレイ可能人数は2〜10人程度（4〜6人が最適）。
2. 一枚ずつカードを裏向きのまま引いて、最も大きい数字（記号カードは0として扱う）のプレイヤーがディーラーとなる。またディーラー決めはジャンケンでもよい。
3. 各人に7枚ずつカードを配り手札とする。残りのカードは重ねて中央に置く（これを山札という）。
4. 山札の一番上のカードをめくり、山札付近のエリア（場と呼ぶ）に置く（これを場札という）。
  - ただし、引いたカードが Wild Draw Four カードだった場合はカードを山札に戻しシャッフルし、場札を引きなおす。それ以外のカードだった場合はたとえそれが記号カードであった場合でもそれが場札となる
  - 場札が数字カードだった場合、ディーラーの左隣のプレイヤーから時計回りに始める。
  - 場札が Wild カードだった場合、ディーラーの左隣のプレイヤーが色を指定して時計回りに始める。
  - 場札が Reverse カードだった場合、ディーラーから反時計回りに始める。
  - 場札が Skip カードだった場合、ディーラーの左隣のプレイヤーは飛ばされ、そのまた左隣のプレイヤーから時計回りに始める。
  - 場札が Draw Twoカードだった場合、ディーラーの左隣のプレイヤーは山札からカードを2枚引いたうえで（すなわち9枚からのスタートとなる）、そのまた左隣のプレイヤーから時計回りに始める。
5. 自分の番になったら、手札の中から色・数字（記号）のいずれかが場札と一致するカードを1枚場札に重ねて出すか、山札からカードを1枚引くかのいずれかのアクションを行う。(例として場札が青の2の場合は、青色のカード又は2のカード又はワイルドカードが出せる。)同じ数字（記号）のカードを複数持っている場合でも複数まとめて出すことはできない[5]。なお、出せるカードがない場合は山札からカードを1枚引く方しか選べない（出せるカードがある場合でもこちらを選んでもよい）。山札からカードを引く方を選んだ場合、引いたカードが場札と色・数字（記号）のいずれかが一致するならそのカードを場へ出すこともできる（出さなくてもよい）。ただし、引いたカード以外のカードを出すことはできない。場札が変化した場合、つぎの手番のプレーヤーは新しいカードが場札となるので、今度はその場札の色・数字（記号）のいずれかに一致するカードを場に出すことになる（緑の1のカードが場札のとき、赤の1を出したら次プレーヤーは赤のカードか1のカードがあれば出すことができる）。ただし、記号カードや特殊カードが出された場合以下に従う。
  - Reverseカードが出された場合、プレイ順が現在の方向とは反対方向となる。2人でプレイしている場合は自分が連続してプレイすることとなりSkipと同じ効果となる。
  - Skipカードが出された場合、次プレーヤーの手番を飛ばすこと（つまり1回休み）となる。2人でプレイしている場合は自分が連続してプレイすることとなる。
  - Draw Twoカードが出された場合、次プレーヤーに無条件で山札から2枚取らせる（2枚取らされたプレーヤーの手番はそれで終了し、場にカードを出すことはできない。また、Draw TwoカードやWild Draw Fourカードを持っている場合でもそれを出して次の人に効果を押し付けることはできない。これはWild Draw Fourカードの時も同様[5]）。
  - Wildカードは、場札に関わりなく出すことができるカードで、場札の色を指定できる。
  - Wild Draw Fourカードは、手札に他に出せるカードがWild Draw Four以外にない場合（つまり、場と同じ色や数字・記号カード、およびWildカードがない時）に出すことができる[1]（他に出せるカードが手札にあっても持っていないふりをして出すことは可能だが、チャレンジをされるとペナルティ。）。場札の色を指定でき、次プレーヤーに山札から4枚取らせることができる。
    - 次プレーヤーは、Wild Draw Fourカードを出した者が本当にルール通り出したか手札をチェックすることができ（これを「チャレンジ」という）[6]、その内容に応じてどちらかのプレーヤーに以下の追加ペナルティが科せられる。なお、Draw TwoカードやWild Draw Fourカードを持っている場合でもそれを出して次の人に効果を押し付けることはできない[5]。
      - チャレンジ成功…手札にWild Draw Fourカード以外に出せるカードがあるにもかかわらずWild Draw Fourカードを出していたことを見破った場合、チャレンジ成功となりWild Draw Fourカードを出したプレーヤーは場に出していたWild Draw Fourカードを手札に戻し、持っていた出せるカードを場に出し、ペナルティとして山札からの4枚のカードを引かなければならない。その後出し直したカードをチャレンジされたプレイヤーが出したものとして続行する（数字カードの場合はそのままチャレンジしたプレイヤーの番になるが、記号カードの場合はその効果の処理を行う）。
      - チャレンジ失敗…Wild Draw Fourカードを出したプレーヤーの手札に、Wild Draw Fourカード以外の出せるカードがなかった場合チャレンジ失敗となり、Wild Draw Fourカードで引かされる分の4枚に加えチャレンジ失敗のペナルティとしてさらに2枚を加えた合計6枚を山札から取らされ、場にカードを出すことはできずに次プレーヤーに手番が移る。
6. 山札がなくなったら、一番上の場札を場に残し、ディーラーがよくシャッフルしたのちディーラーの左隣のプレイヤーがカットし山札とする。
7. 手札が残り1枚になったら「Uno」と宣言しなければならない。宣言を忘れたプレーヤーは山札から2枚取らなければいけない。ただし、次のカードが出されるか、山札のカードが取られるまでに他のプレーヤーに指摘されなかった場合はペナルティは発生しない。しかし、場にカードを出すこと(手を放してから)と同時に一枚になり次のプレーヤーがカードを出そうとする様子が始まる前には宣言を忘れたと判断することはできない。
8. 誰か1人が手札を全てなくしたらその時点で1ゲーム終了。残った者たちで続けてプレイすることはせず[5]、役札の処理をしたうえで、各人の残り手札の内容に応じた点数を獲得する。なお、最後にあがる手札に制限はなく、何のカードであがっても良い[6]。

### 点数
点数の計算方法は、国際ルールと日本ルールがある。カードには下記のとおり点数が定められているのは共通だが、国際ルールは敗者全員の残ったカードの点数を合計した点数が勝者に加算されるのみである（点数が減ることは無い。また敗者は一律0点）のに対し、日本ルールは各敗者の残ったカードの点数をそれぞれ減算してその分を勝者に加算（移動）するようになっている。国際ルールは500点先取、日本ルールは回数制（説明書では5ラウンド）である。なお、遅くとも2020年の「UNO Minimalista」からは日本版でも国際ルールを採用している。
- 0 - 9のカード : その数字の点数
- スキップ・ドロー2・リバース : 20点
- とりかえっこワイルド・シャッフルワイルド・白いワイルド : 40点
- ワイルド・ワイルド ドロー4 : 50点

### ハウスルール
非公式ルールとして、下記のようなものがある。浸透しすぎてこちらが公式ルールだと思い込んでいる人が多いルールもある。一部のルールは公式的に認定されており、コンピュータゲーム版ではオプションで切り替えることができる。

#### ゲーム開始時のルール
- 始めるときのカードは数字のみとする（この場合最初に記号カードが出た場合は Wild Draw Fourカードだった場合の扱いと同様である）[7]。
- ディーラーを決めずに最初のカードを引いた後ジャンケンをして最初のプレイヤーを決める[7]。

#### 特定のカードの効果に関するルール
- Draw系カードが出された場合は同じDraw系カード出せば回避が可能である。この場合取る枚数が累積されていく。また、この時にWild Draw Fourカードが出された場合でもチャレンジができない。Draw Twoカードが出された時、Wild Draw Fourカードで重ねることも可能だが、その逆はできない。
  - UNO公式Twitterアカウントではこれらは公式ではできないと明言されている[8]。しかし、アメリカンページワンやクレイジーエイトに類似ルールが存在するためか、UNOでも可能と誤解されていることが多い。
  - 指定された色と一致する場合に限り、Wild Draw Fourカードが出された後にDraw Twoカードを出すことを認めるルールや、Wild Draw Fourカードに対してDraw Twoカードが無条件に出せるルール、逆にWild Draw FourカードにはWild Draw Fourカードでしか重ねられないルールも存在する。
  - 公式ではスタッキングと呼ばれている。
- 旧式のUNOカードは特殊カードがピクトグラムではなくアルファベットであったため、「0」をOpenのOとみなしそのカードを出したプレイヤーがほかのプレイヤー全体にその時点でのすべての手札を公開する。
- Wild Draw Fourカードが出たときの「チャレンジ」のルールを一切採用しない[7]。
- 0のカードを出された場合は全員自分の手札を全て今ゲームが進行している方向で次のプレイヤーに渡すルールを採用。

#### カードの出し方に関するルール
- 自分の手番において色と数字が一致する同一の数字カードは一度に捨てることができる。また、記号カードは必ず1枚ずつ、もしくは一度に捨てることができる。
  - これを認めた場合、上がる際に「Uno あがり」などと上がりを宣言しなければならないルールもある（UNO stopという言い方もある）。宣言を忘れた者は山札から2枚取るペナルティを受けることになる。
  - それ以外に、あがる際は1枚に限る場合もある。
  - 手札の残り枚数に限らず、最後に2枚の同一カードを出してあがることが可能なときもウノと宣言する。宣言していなかった場合はペナルティはないが、あがることもできず、カードは1枚のみしか捨てることはできない。
  - Skipカードを複数出して何人も飛ばせるルールを設ける（同じ種類のカードを出すことで、さらに次のプレイヤーに効果をなすりつけることができる）。
    - この場合は順番をスルーされる回数が増えていく。なお、Skipのみ回避不能の場合が多い（カードを出す権利自体がスキップされる考え）。
    - Draw系、Skipの同時出しの場合は効果が加算されてあらわれる。Skipの加算は、「x枚で2x先のプレイヤーまでにSkip」というタイプと、「x枚でx先までのプレイヤーにSkip」というタイプと、自分の次のプレイヤーに全効果があらわれる「x枚でx回手番を奪われる」といったタイプが考えられる。
    - Draw系の場合で、Wild Draw Fourカードが出された場合指定された色のDraw Twoカードが手札にある場合はDraw Twoカードを出すことができる。この場合も枚数は累積される[7]。
    - Draw TwoカードもしくはWild Draw Fourカードを出された場合に同色のReverse、またはSkipを出して回避することができる。この場合取る枚数が累積されたまま次の人の番になる。

Reverseで回避する場合、ドロー返しと言い前のプレイヤーが累積された枚数取ることになり以降Reverse効果で手番は逆回りになる。
Skipで回避した場合、ドロー回避と言い通常のSkipではなく自分をSkip(ドロー回避)させて、次の人が累積された枚数のカードを引くことになる。
Draw TwoカードもしくはWild Draw Fourカードを出された場合に手札からWildのカードを出して、ドロー系カードの枚数累積をチャラにし、色を指定したら次のプレイヤーから通常プレイで続行する「ドロー潰し」と言うルールもある。ダークスキップやスキップエブリワンで回避する場合、ドローブーメランと言い自分を含めた他の全プレイヤーをドロー回避させて、ブーメラン効果で前のプレイヤーに累積された枚数ドローさせる。
- 各プレイヤーは1ラウンドに3回までカードを裏にしたまま、場札の色と同じ色のカードとして出すことができる。ただしウノ宣言のときには裏にして出すことはできない。および処理の終わっていないドロー系カードの上にもずつ捨てられない。次のプレイヤーは裏のカードの直前のカードの色と同じ色のカードかワイルド系カードのみが出すことができる。カードの数字や記号は無視される。
  - 裏にしてカードを捨てたとき、他のプレイヤーが、そのカードの色が本当は場札の色と異なる（数字や記号は無関係）と判断したとき、次のプレイヤーがカードを出すまでのあいだに“ダウト”を宣言できる。これは最初に宣言したプレイヤーにのみ権利がある。ダウトしたプレイヤーは、まずペナルティとして科したいカードの枚数を提示する。このときダウトされたプレイヤーには3つの選択肢がある。
    1. 相手の枚数に同意してコールする
    2. さらに枚数をつりあげてレイズする
    3. 降参してドロップする

レイズした場合は相手も再びコール、レイズ、ドロップの選択権を持ち、これを交互に行ってゆく。提示またはレイズできるペナルティのカード枚数は2〜5枚となる。
  - 両者が同意してコールとなったら、カードを表にして色をチェックする。場と同じ色ならダウトした側の負けとして、コールした枚数をペナルティとして山札からとる。逆に違う色ならダウトされた側の負けとして、コールした枚数をペナルティとして山札からとることに加えて、裏にして出したカードも手札に戻す。このとき、裏にして出したカードがワイルド系カードだったときは無条件にダウトされた側の負けとなる。
  - ドロップする場合は直前に自分が提示した枚数を山札からひく。なお、ドロップの最低ペナルティーは2枚とする。ダウト直後、すぐにドロップするときは自動的に2枚となる。ダウトした側がドロップしたときは裏向きのカードはそのままでゲームが再開される。ダウトされた側がドロップしたときはカードは裏のまま手札に戻す。
  - 処理終了後は裏でカードを出した人の次の人の手番になる。ダウトしたカードが正しいカードだったときは、それを新たな場札とする。

#### 上がり方に関するルール
- 上がるときに Stop の宣言をしなければならない。宣言を忘れた者は山札から2枚取るペナルティを受ける。
- 特殊カードでの上がりに制限を設ける。もしくは特殊カードでの上がりを認めず、数字1枚のみでしか上がれなくするルールもある[7]。
  - 万が一特殊カードで上がってしまった場合、2枚カードを引いてゲーム続行となることがある。
- 手札の合計数を上がりの別条件とする。
- 点数制にせず、上がった者から順にゲームから抜けていき、残った者でそのままの手札でゲームを続行し、最後の1名（最下位の敗者）が決定するまで続ける（この場合、手札によってはゲーム終了までに時間がかかってしまう）[7]。
- カードごとに固有の点数は設けず、単に誰かが上がった時のカードの「枚数」で点数付けを行う（点数計算を簡略化したルール。しかし、Wild Draw Fourなど点数が高く出しづらいカードの処理のタイミング等、ゲーム性は若干下がる）。
- Uno の宣言を忘れたときにペナルティとして山札から取る枚数の違い。1枚、4枚、6枚（すでに持っている1枚+6枚=7枚、つまりゲーム開始時の状態に戻される）、極端な場合には13枚など。

## コンピュータゲーム
マテルからライセンスを受けたコンピュータゲーム版はトミー、ゲームロフトなどから発売されている。一部はオンライン対戦も可能。最大4人（一部機種のみ6人）で対戦ができる。プレイヤーの識別はあらかじめ与えられた色とマークを組み合わせるが、一部の機種では次のようなこともできる。
- PlayStation 3版、Wii版ではそれぞれのアバター（Wiiの場合はMii）を使用することができる。
- ニンテンドーDSi版では写真（DSiカメラに保存されている写真ではなく、新しく撮るもの）を撮ってそれをマークとして使用することができる。

特徴は以下のとおり。
- 累積（ペナルティ）ルールが有効な場合、累積できるのは同じマークのカードのみである。つまり、Draw Twoカードを回避する場合は同じDraw Twoカードが必要であり、Wild Draw Fourカードでは回避できない。
  - なお、Wild Draw Fourカードで累積されてもチャレンジが可能であり、チャレンジが成功した場合、最後に出したプレイヤーがWild Draw Fourカードの枚数×4枚引くことになる。逆に失敗すると、チャレンジをしたプレイヤーがこれに加え2枚引くことになる。
    - 例として、Wild Draw Fourカードが2枚出された時にチャレンジを受けた場合、成功なら最後にWild Draw Fourカードを出したプレイヤーが8枚引く。失敗ならチャレンジをしたプレイヤーが10枚引く。
- Wild Draw Fourカードのチャレンジは、コンピューターがチェックを行なうため、相手のカードを見ることができない。チャレンジが成功した場合でも、Wild Draw Fourカードは出されたままであり、そのとき指定した色は有効である。
- ジャンプルールを搭載。これは、数字（マーク）と色が全く同じカードが出されたときに、そのときの順番に関係なく即座に出せるルールである。
  - 特殊カードが出された場合、1枚目の効果は打ち消される。（累積ルールが有効な場合、Draw TwoカードまたはWild Draw Fourカードの効果は打ち消されずに累積される。）
- UNO 7-0ルールを搭載。7を出したときに、指定した相手と全てのカードの交換を行い（2016年リニューアル版での「とりかえっこワイルドカード」とほぼ同じ効果）、0を出したときに、次の順番のプレイヤーに全てのカードを渡し、前の順番のプレイヤーの全てのカードを受け取るものである。ただし、0または7を出したときは強制交換する（7をだしても交換しないなどの選択肢はない）。
- スマートフォン版は2018年7月に終了することがアナウンスされた。

### メディアクエスト版
セガサターンから『UNO DX』（1998年1月29日発売）、PlayStationから『UNO』（1998年4月2日発売）がメディアクエストより発売。
フリーUNO
最大6人のキャラクターで対戦できるモード。ルールを細かく設定できるほか、クリア条件などを設定することも可能。
パートナーUNO
2対2、または3対3のチームに分かれて勝負するモード。対戦後にチームごとの得点で勝敗を決めることになる。
アドバンスUNO
全国高校生UNO選手権優勝を目指す主人公(宇野俊一)となり、さまざまな相手と勝負していくストーリーモード。
PS版は電撃PlayStationDPSソフトレビューでは70、70の140点。レビュアーは細かいルール設定が可能でキャラクターがいい味を出していて全体的には悪くなく友達との勝負に備えて腕を磨くのにいいかもしれないとしたが、対戦中のキャラ達の台詞とリアクションは飛ばせず控えめに設定することもできるがそれでもちょっと長くてルールによっては長時間の対戦することもあるのでそのあたりを考えてほしかったとし、2人協力プレイは基本多人数でする遊びなため辛いとした者と熱くなれるとした者で分かれた。

### マイクロソフト版
マイクロソフト版はXbox 360専用であり、Xbox Live Arcadeでダウンロード販売されていた。また、Xbox 360 アーケード同梱のディスクのにも収録された。現在はWindows 8以降アプリとしても無料ダウンロードが可能。
- 基本無料でプレイが可能。ただしプレイには仮想クレジット「トークン」が必要。
- トークンは「TOPでゲームをクリアする」、「レベルアップする」、「一定時間で行えるスクラッチ」、「フレンドからのプレゼント」、「課金」などにより回復させることが可能。
- 基本はランダムに選ばれた全世界のプレイヤーと4人で対戦を行う。またフレンド同士でルームを作成してプレイすることも可能。（どちらの場合も2トークンが必要になる）
- 使用したプレイヤーが有利になるミラー、ダンプなどといったイカサマITEMが存在し、公式ルールのみで遊べないマッチングになる場合もある。
- サーバーのラグなどにより、自分のターンがきてもカードが出せずにタイムオーバーで自動でカードが選ばれる場合もある。
- Xbox Live Visionカメラに対応しており、対戦中にプレイヤーを映すことができる。

### Mattel163版
スマートフォン版として2019年1月18日よりリリースが開始された。通常のUNOルールである「クラシック」とスタッキングをはじめとするスペシャルルールが採用される「GOワイルド」がある。
- マイクロソフト版と同様に基本無料。プレイするにはコインが必要であり、それは倍率が上がるにつれてその必要コインは高くなる。
- 勝利すると相手の得点分のコインがもらえるが、負けると自分の得点分のコインを失う。これは倍率が上がるたびに大きくなる。
  - 2位になったときも勝利扱いとなる。
- 2vs2ルールを搭載。これは、パートナーとタッグを組み行う対戦である。ちなみにパートナーの手札は見ることが可能。
- 週末では更なる追加ルールが追加された「ウィークエンドGOワイルド」がある。
- このゲーム限定の特殊カードが存在する。
  - ディスカードオールカード：同じ色のカードを一気に捨てることが出来る。派生として2色分のカードを一気に捨てる「ダブルディスカードオールカード」がある。
  - ワイルドトラップカード：このカードが出された後、次にカードを引く際は、これらに加えて3枚分追加でカードを引く。
  - ワイルドバルーンカード：このカードが出されると、風船が降りてきて、割れるたびにそのプレイヤーは2枚引かなければならない。風船の破裂するタイミングはそれぞれ独立しており、全ての風船が同時に破裂するとは限らない。なおこのカードは「ワイルド」と名乗っているが、すべての色に対応できない。
  - ワイルドパンチカード：リバースの効果に加え、ドロー系の効果を前の人にはね返す効果がある。

### UBISOFT版
2016年にUBIソフトがPlayStation 4,Xbox One,PC向けの媒体に配信したUNOのテレビゲーム。

## 関連商品
- UNO H2O - プラスチック製で、屋外など汚れやすい環境でも利用できる。
  - Wild Downpour【英語で土砂降りの意味】カード（日本語版では「ワイルドドボンカード」）：このUNO限定の特殊カード。カードを出した人を除く全員にカードを山札から1または2枚引かせるカード。
- ドラえもん、ハリー・ポッター、ディズニーなどのキャラクターをデザインしたコラボバージョンがいくつかある。これらのバージョンでは過去は単なる模様替えのような形だったが、現在では必ず基本の108枚のカードの他に特殊な効果を持つカードが存在するようになった。
  - ハリー・ポッター版での例[13][14]
    - Howler Wild （ホーラー・ワイルド）： 出した次のプレイヤーは手札を全員に公開しなければならない。公開した後カードを出すことはできず、その次のプレイヤーの番となる。
    - Invisibility Wild （インビジビリティ・ワイルド）：Draw系カードやHowler Wildの直後に出し、そのカードの効果を無効にすることができる。そのままカードの色を指定し、次のプレイヤーの番となる。なお、先述のカードの直後でなくても通常のWildカードとして使える。

  - ディズニー版での例[15][16]
    - Sorcerer's Apprentice （魔法使いの弟子）： 出したプレイヤー以外全員にカードを引かせる。引く枚数は、1つ後のプレイヤーは1枚、2つ後のプレイヤーは2枚といったように順番が後であるにつれて1枚ずつ多くなる。このカードもワイルドカードなので、出したプレイヤーは場の色を指定できる。
- UNO マクドナルド - 2017年にマクドナルドが販売しているハッピーセットのおまけとして、同社のオリジナルバージョンにカスタマイズしたものを配布[17]。
- 伊東家UNO - 伊東家の食卓で生まれた独自ルールの解説つき。
- UNO Attack - 1999年。電池仕掛けの装置によって引くカード枚数（0 - 15枚）がランダム決定される新ルール付き。こちらは数字カードに0がない。
  - Hit Twoカード：通常版におけるDraw Twoカードと同じ効果。次の人は2回ボタンを押す。
  - Discards Allカード：同じ色のカードを一気に捨てることが出来る。
  - Trade Handsカード：旧バージョンでの特殊カード。基本的には、とりかえっこワイルドカードや、UNO7-0での7のカードと同様に、指定した相手と全てのカードの交換を行う。
  - Wild Hit Fireカード：旧バージョンでの特殊カード。次の人はカードが出るまでボタンを押し続ける。
  - Wild All Hitカード：旧バージョンでの特殊カード。次の人から順番に1回ずつボタンを押し、カードが出るまでこれを繰り返す（出した人も例外ではない）。
  - Wild Attack-Attackカード：現バージョンでの特殊カード。誰かを指定して、その人に2回ボタンを押させる。
  - Wild Hit Fourカード：現バージョンのリニューアルで追加された特殊カード。通常版におけるWild Draw Fourカードとほぼ同じ効果。次の人は4回ボタンを押す（ただし、チャレンジはない）。
  - 白いワイルドカード：現バージョンのリニューアルで追加された特殊カード。
- 大黒将志スペシャルエディション限定版 - UNO大使であるサッカー日本代表大黒選手考案ルールが用いられる。2006年限定版。
- UNO Spin - 2009年。カードを引く、捨てるなどの指示が書かれたルーレットが付属。
- UNO Robot - 2012年。ロボットの指示に従うハウスルールを記載した「ハウスルールカード」が各色に1枚ずつ追加されている。
- UNO Dice - 2013年。サイコロの目にUNOのカードの色、数字、記号が割り当てられており、サイコロを振って出た「目」を「手札」としてウノと同様のルールでサイコロを消費する。
- UNO Blast - 2013年。中央の機械に自分の捨て札を差していき弾けた時点でその全部を引き取るスリリングなルールが加わった。日本国内では未発売。
- UNO Royal Revenge - 2015年。UNOに「大富豪」の要素が追加された。指定された枚数を王様が好きな相手に引かせたりする独自のカードがある。日本国内では未発売。
- UNO Flash - 2016年。点灯するランプが不規則に回転する装置によって引くプレイヤーがランダム決定される新ルール付き。装置中央は2穴のトレイになっていて片側にデッキを入れもう片方が捨て札置き場となる。ワイルドカードにおける「チャレンジ」は自分の目の前のランプを押して意思表示する他「UNOチャレンジカード」と言う光るランプを利用した独自ルールのカードもある。日本国内では未発売。
- UNO Stucco - 2016年。ジェンガのブロックに色や数字が割り振られており、UNOのルールに従ってプレイしなければならない。
- UNO Wild Jackpot - 2016年。中央に置かれたジャックポットを回すことでドロー4やワイルドなどの効果が発生したりそのターンに独自のルールが追加されたりする。こちらは数字カードの構成が不規則になっている。
- DOS - 2018年。UNOの兄弟作という位置設定。基本となるルールは同じではあるが、同じ数字でしか出せない、2つ合わせてその数字になるなら出せるなど、足し算の要素が加わっている。こちらは数字カードに0がない代わりに、10がある。
  - Wild DOSカード：どの色にも対応できるが、数字は2に固定。UNOシリーズで唯一数字カードと記号カードを兼ねている。
  - Wild #(ナンバー)カード：どの数字にも対応できるが、4色のうちどれか1色しか対応できない。
- UNO FLIP! - 2019年。「ライトサイド」と「ダークサイド」の2つのサイドを持つのが特徴。フリップカードが出たら全員でカードを裏返す。こちらは数字カードに0がない。
  - Draw Oneカード、Wild Draw Twoカード：ライトサイド独自の特殊カード。基本的にはそれぞれDraw TwoカードとWild Draw Fourカードと同じだが、引く枚数が半分となっている。Wild Draw Twoカードはチャレンジがある。
  - Flipカード：これが出されると、違うサイドでプレーする。
  - Draw Fiveカード：ダークサイドでの特殊カードであり、次のプレイヤーはカードを5枚引く。
  - Skip Everyoneカード（日本語版では「ダークスキップカード」）：こちらもダークサイドでの特殊カードであり、出した人がもう一度プレーできる。
  - Wild Draw Colorカード（日本語版では「ダークカラーワイルド」）：こちらもダークサイドでの特殊カードであり、次の人は指定された色が出るまでカードを引き続ける。こちらもチャレンジがある。
- UNO nonpartisan - 2019年。プレイヤーが政治について話すのをやめさせるUNO。赤と青がアメリカの政党を表すため、赤をオレンジに、青を紫に変更した。日本国内では未発売。
  - VETO[18]カード：一枚付属している。山札とは別に全員が取れる場所に置いておく。政治の話をしたプレイヤーに投げる。そのプレイヤーに今すぐその話をやめさせ、ターンも飛ばすと言う効果を持つ。
- UNO Showdown - 2020年。早押し対決が追加されており、ショーダウンアイコンがあるカードが出たら、出した人と次の人が早押し対決をし、負けた方がそのカードを受け取る。
- UNO Minimalista - 2020年。UNOのカードデザインを簡略化し、シンプルな見た目としたもの。ルールは通常のUNOと同じだが、シャッフルワイルド・白いワイルドがない代わりに、ワイルドカードが4枚増やされている。元はブラジル人デザイナーのWarleson Oliveiraが非公式に制作したもので、SNS上での反響やChange.orgでの要望を受け、発表から1か月で公式商品化が決定した経緯を持つ。
- UNO 50th Anniversary Premium Edition - 2021年。ウノ誕生50周年を記念したプレミアムエディション。限定カード「ワイルド50/50」が出されたら、2人プレイヤーを選んで「オモテ」と「ウラ」に指名、50周年記念ゴールドコインをトスして、負けた人が4枚カードを引かなければならないスペシャル・ルールがある。
- UNO 50th Anniversary Edition - 2021年。ウノの誕生50周年を記念した限定版。50周年を祝して、通常のウノより4枚増量されたスペシャルデザインの金のワイルドカード8枚入り。
- Mattel Game Uno Iconic 1970s Version - 2021年。ウノが誕生した1970年代のトレンドをデザインに反映した、50周年限定のスペシャルエディション。
- UNO All Wild - 2022年。全てのカードが『ワイルド』系のものになっており、Draw Two、Reverse、Skipカードもワイルド系になっている。
  - Wild Forced Swap（ワイルド強制スワップ）カード：基本的には、とりかえっこワイルドカードや、UNO7-0での7のカードと同様に、指定した相手と全てのカードの交換を行う。
  - Wild Skip Two（ワイルドスキップ2）カード：このカードを出した人の次の順番の2人はスキップ（順序が飛ばされる）され、さらに次の人へ順番が回る。
  - Wild Targeted Draw Two（ワイルド指名ドロー2）カード：誰かを指定して、その人に2枚カードを引かせる
- UNO FLEX! - 2023年。フレックスカード及び、表が緑で裏が赤のパワーカードが追加されており、フレックスカードはフレックスを発動することで、色やルールを変えることができる(後述)。また、本作はカードに描かれている△のマークの数で色を識別することができる。
  - パワーカード：フレックスが発動可能かを表す。開始時は各プレイヤーの前に全員緑色を表にした状態にし、フレックスを発動したら、自分のパワーカードを赤に裏返す。
    - 発動期間は自分の番につき、1回のみ有効で、自分のパワーカードが赤の場合はフレックスを発動することが出来ない。
    - 裏返しアイコンがあるカードを使用した場合は、自分のパワーカードを緑から赤、赤から緑に裏返す。
    - 全員のパワーカードが赤になった時は、全員緑に裏返す。

  - ワイルドフリップ：Wild (ワイルド) カードのルールに加え、全員のパワーカードを緑から赤、赤から緑に裏返す。
  - フレックスカード：通常とフレックスを兼用しており、通常は中心の色のルールに従う
    - フレックス数字カード：2色の数字カードになっており、フレックスの色がマッチする場合はフレックスを発動することで出すことができる。次のプレイヤーは通常の色に従う
    - フレックスドロー2：フレックスを発動すると、相手全員にカードを1枚ずつ引かせ、次のプレイヤーはカードを捨てることができない。発動しない場合は通常のDraw Two (ドロー2) カード と同様に扱う。
    - フレックスリバース：フレックスを発動すると、引く順番が逆になり、次のプレイヤー1人の番を飛ばす。発動しない場合は通常のReverse (リバース) カードと同様に扱う。
    - フレックススキップ：フレックスを発動すると、相手全員のターンを飛ばして、もう1度自分のターンを行うことができる。発動しない場合は通常のSkip (スキップ) カードと同様に扱う。
    - フレックス ワイルド ドロー2：フレックスを発動すると、Wild (ワイルド) カードのルールに加え、相手2人を指名してカードを2枚ずつ引かせることができる。発動しない場合は通常のWild (ワイルド) カードと同様に扱う。
    - フレックス ワイルド オールドロー：フレックスを発動すると、Wild (ワイルド) カードのルールに加え、相手全員にカードを2枚ずつ引かせることができる。発動しない場合は通常のWild (ワイルド) カードと同様に扱う。
    - フレックス ワイルド ドロー4：フレックスを発動すると、Wild Draw Four（ワイルド ドロー4）カードのルールに加え、相手4人を指名してカードを4枚ずつ引かせることができる。この時に次のプレイヤーが指名された場合、次のプレイヤーは通常分と指名分合わせて8枚引かなければならない。発動しない場合は通常のWild Draw Four（ワイルド ドロー4）カードと同様に扱う。
- UNO PARTY! - 2023年。推奨プレイ人数が6人～16人かつ、カード枚数が通常の倍程度の224枚と大人数で遊ぶパーティーゲームとして発売された。また本作では、場に出されているカードと、数字と色が同じカードを持っている場合、自分の番でなくても割り込んで出すことができる「スピードプレイ」という特別ルールが存在する。割り込みに成功すれば割り込んだプレイヤーからの順番になるが、失敗すると出したカードを戻し、ペナルティとして1枚引かなければならない。
  - 進行方向カード：本作のエキストラカードとして登場しており、引く順番を表しており、Reverse （リバース）カードが出された際に、カードを裏返す。
  - リンク縛りカード：本作のエキストラカードとして登場しており、後述の「ワイルド リンク」が発動された際に使用する。
  - 指差し：出したプレイヤーは「3、2、1!」と、声に出してカウントダウンし、「1!」のタイミングでプレイヤー全員は誰かを指差す。差されたプレイヤーは差された人数と同じ枚数分(最大5枚)引かなければならない。
  - ワイルド ミニ山攻防戦：出したプレイヤーはカードを1枚引いて、本来の捨て札とは別にミニ山を作る。
    - 以降のプレイヤーはミニ山での攻防戦となるが、その際は同じ色のカードでしか出すことができない（Wild （ワイルド）系カードも捨てることができるが、色を変えることはできず、記号カードのルールは無視される）。
    - ミニ山と同じ色のカードを持っていない場合は、プレイヤーはミニ山に積まれたカードを全て引き取らなければならない。
    - 引き取った後は本来の捨て札の山での勝負に戻り、次のプレイヤーはミニ山の色に従う。
    - また、引いた最初の1枚がワイルド系のカードだった場合、それ以外のカードが出るまでミニ山に積まなければならない。

  - ワイルド リンク：Wild （ワイルド）カードのルールに加え、相手2人を指名してリンク縛りカードを1枚ずつ配る。
    - カードを配られたら、一方がカードを引く度に、もう一方も同じ枚数引かなければならない。（Draw Two （ドロー2）、Wild Draw Four（ワイルド ドロー4）の場合も同様。）
    - すでにリンク縛りカードが配られている場合は、カードを配り直し、リンクし直すことができる。
    - 前述の「指差し」が出された場合は、ワイルド リンクが終了し、リンクが解除される。
- ブロックス シャッフル - 2022年。UNOとブロックスを組み合わせたゲーム。UNOのカードとルールで行われながらピースを置く。通常のUNOとは異なり数字カードはなく、特殊カードのみである。
- DOS Second Edition - 2023年。DOSの後継品だが、基本的なルールやカードの種類がUNOに近いものとなっている。
  - ワイルド プレイ2：次のプレイヤーは宣言された色を2枚出すことが出来るが、出せない場合はカードを2枚引く。
- UNO: Show'Em No Mercy（日本語版では「UNO ハンパねぇ!」） - 2024年。カード枚数が通常の1.5倍の168枚となっており、これまでハウスルールだったスタッキングが初めて公式ルールとして採用され、他にも「UNO 7-0[19]」や「持っているカードが一定枚数を超えると失格」といったより厳しいルールが追加されている。
  - ドロー4：Wild Draw Four（ワイルド ドロー4）と同じ効果だが、Draw Two （ドロー2）と同じように4色のうちどれか1色しか対応できない。
  - ワイルド リバースドロー4：Reverse（リバース）とWild Draw Four（ワイルド ドロー4）の効果が同時に起こる（ゲームのプレイ順番を逆転させ、その時の次のプレイヤーがカードを4枚引く）。
    - 2人でプレイしている場合は、自分がカードを4枚引くため、UNOシリーズでは数少ない自分に害を与えるカードとなっている。

  - ワイルドドロー6、ワイルドドロー10：次のプレイヤーはカードを6枚または10枚引く。
  - ワイルドカラールーレット：次の人は指定された色が出るまでカードを引き続ける（UNO FLIP!におけるダークカラーワイルドと同じ効果）。